# Komarowo (Kaliningrad)
Komarowo (Комарово, deutsch Groß Haferbeck) war ein Ort im Rajon Prawdinsk (Stadtkreis Friedland (Ostpreußen)) in der russischen Oblast Kaliningrad (Gebiet Königsberg (Preußen)) und gehörte vor 1945 zum Kreis Preußisch Eylau in Ostpreußen.

## Geographische Lage
Die Ortsstelle von Komarowo resp. Groß Haferbeck liegt im südlichen Westen der Oblast Kaliningrad, 22 Kilometer nordöstlich der früheren Kreisstadt Preußisch Eylau (russisch Bagrationowsk) bzw. 19 Kilometer nordwestlich der heutigen Rajonshauptstadt Prawdinsk (deutsch Friedland (Ostpreußen)).

## Geschichte
1684 ist das Gründungsjahr des Ortes Hawerbeck, der nach 1785 Groß Hawerbeck, nach 1790 Groß Haberbeck und um 1820 Groß Haferbeck genannt wurde. Er bestand aus ein paar kleinen Höfen und Gehöften.
Als eine Landgemeinde wurde Groß Haferbeck 1874 in den neu errichteten Amtsbezirk Blankenau (russisch Jerschowo) im ostpreußischen Kreis Preußisch Eylau eingegliedert. Am 19. Februar 1877 wurde das Etablissement Schneiderwinkel nach Groß Haferbeck eingemeindet. Im Jahre 1910 zählte es insgesamt 78 Einwohner.
Am 30. September 1928 schlossen sich die Landgemeinde und der Gutsbezirk Ackerau (russisch Armeiskoje) mit der Landgemeinde Groß Haferbeck zur neuen Landgemeinde Ackerau zusammen, die am 14. Mai 1930 aus dem Amtsbezirk Blankenau in den Amtsbezirk Uderwangen (russisch Tschechowo) umgegliedert wurde.
In Kriegsfolge kam Groß Haferbeck 1945 mit dem gesamten nördlichen Ostpreußen zur Sowjetunion. Weiter gibt es keine Erkenntnisse über den Ort, der noch vor 1947 die russische Namensform „Komarowo“ erhielt. Wahrscheinlich ist er nicht mehr besiedelt oder aber schon lange vor 1975 verlassen worden. Heute gilt er als untergegangen. Seine Ortsstelle gehört zum Munizipalkreis Rajon Prawdinsk (Stadtkreis Friedland (Ostpreußen)) in der Oblast Kaliningrad der Russischen Föderation.

## Religion
Bis 1945 war Groß Haferbeck in die evangelische Kirche Uderwangen (russisch Tschechowo) in der Kirchenprovinz Ostpreußen der Kirche der Altpreußischen Union eingepfarrt.

## Verkehr
Die Ortsstelle Komarowos resp. Groß Haferbecks liegt östlich einer Nebenstraße, die von Perewalowo (Schwönau) von der Regionalstraße 27A-083 (ex A 196, frühere deutsche Reichsstraße 131) abzweigt und über Jerschowo (Blankenau) und Armeiskoje (Ackerau) bis nach Komsomolsk (Löwenhagen) an der 27A-025 (ex R 508) führt. Zwischen Klein Haferbeck und Armeiskoje zweigt ein Landweg zur Ortsstelle Groß Haferbecks resp. Komarowos ab.